# 潘冬平
潘冬平（英語：Ronnie Tung-Ping Poon，1965年—），香港醫生，香港大學李嘉誠醫學院外科學系名譽臨床教授，「香港肝癌及腸胃癌基金會」創辦人及主席。曾就讀皇仁書院及港大醫學院，曾任港大醫學院外科學系及癌症研究中心教授、肝膽胰外科主任、講座教授。2015年離開港大私人執業，現為香港綜合腫瘤中心聯合創辦人、港怡醫院外科名譽顧問醫生及港大醫學院外科學系名譽教授。妻子為前港大醫學院外科學系助理教授彭詠枝。2025年與妻子彭詠枝及四女潘浠淳捲入藥倍安心學術倫理爭議。

## 簡歷
潘冬平於1964年在香港出世，家有五兄弟姊妹，中學時就讀皇仁書院，曾透露喜歡物理科多於生物科。1982年於香港中學會考中取得8優1良 （其父曾透露他因疏忽，中文科漏做一題，未能取得9A狀元，他深感遺憾），1984年的香港高級程度會考獲取4優。他於1989年以香港大學李嘉誠醫學院內外全科醫學士畢業並於1990年7月17日獲列入普通科專科名冊（Reg. No.: M07737），為「換肝之父」范上達教授的門生。
潘冬平其後獲香港大學李嘉誠醫學院外科學系聘為助理教授，於1991年晉升為副教授，並於1996年再升任外科教授。其後，他分別於1999年及2006年取得香港大學李嘉誠醫學院的外科碩士及哲學博士。
2002年4月3日，他正式登記於專科醫生名錄，成為外科專科醫生。2011年，潘冬平擔任外科學系首席教授，成為該系最年輕的講座教授，同年榮獲港大醫學院明德教授席，並出任瑪麗醫院肝膽胰外科的部門主管，直至2014年。
潘冬平是第一位闡明血管內皮生長因子（VEGF）刺激肝癌腫瘤血管生長的關鍵作用的學者，促成第一種肝癌有效標靶藥「索拉非尼」（Sorafenib）的出現。他又引入射頻消融術、微波消融及高強度聚焦超聲（HIFU）等技術，用以治療肝癌，改進肝癌手術，令相關的死亡率降至少於5%。
2012年，港大醫學院外科學系爆出論文造假事件，涉及22篇肝臟疾病研究，部分研究由講座教授潘冬平參與及並列為共同作者。港大調查後，證實部分論文圖片處理不當，已通知期刊並譴責有關人員。
2013年，潘冬平首度引入分階段分肝切除手術（ALPPS），與瑪麗醫院的醫療團隊進行了全港首個分階段分肝切除術治療肝癌，為病人切除肝癌腫瘤。
2014年，潘冬平發表研究，開創出亞洲首個具治療指引的「香港肝癌分期系統」（Hong Kong Liver Cancer (HKLC) staging system），讓更多肝癌患者可以接受較進取的治療方法，對比傳統指引，病人五年存活率由18%提高至52%，整體肝癌病人存活期中位數由8.9個月提高至16.6個月。
2020年2月潘冬平因違反《香港註冊醫生專業守則》，於2015年10月左右在其創辦的「香港綜合腫瘤中心」的網站上發布涉及宣傳及聲稱優於其他醫生。被質疑的文章形容他為「肝膽胰外科領域上國際知名專家」、「開創新技術治療肝癌」、「首次在港以射頻消融技術處理早期肝癌」等，被裁定專業失當，判停牌1個月及緩刑6個月。

## 醫學專業資格
- 香港醫學專科學院院士（外科）（1998）
- 英國愛丁堡皇家外科醫學院院士
- 香港外科醫學院院士

## 獎項
- 2001年：G.B. Ong Travelling Fellowship
- 2003年：香港大學傑出青年研究學者獎
- 2006年：美國外科醫學院的International Guest Scholarship
- 2007年：香港大學傑出研究者獎及James IV Travelling Fellowship

## 義務及慈善工作
- 創辦香港肝癌及腸胃癌基金會（2011）[18]
- 皇仁書院家長教師會執行委員會委員(2011-2013)[19] [20]

## 家庭
潘冬平的祖先能追溯至清代富商潘振承，曾祖父母早年自菲律賓遷居香港，其曾祖父為菲律賓華僑。家族成員如祖母、姑姑及哥哥亦於1962年便已在香港定居。
潘冬平在家中排行第三。他的大哥及二哥分別赴笈英國和美國留學，取得電腦碩士學位，從事電腦工作。而他的妹妹學歷不高，高中畢業後輟學工作幫補家計，其後成為香港花旗銀行一個部門的主管。
他的父親潘順源，祖籍福建，於中國內地南安國光中學就讀初中，並於泉州的晉江第一中學（現泉州五中）高中畢業， 1960年於福建醫科大學醫學本科畢業並成為內地醫生，共育有五名子女。1973年，潘順源自中國內地攜同太太及四名子女移居香港。於1974年，成立「香港非英聯邦醫科畢業生協會」並成為其常務理事，該協會成功推動港英政府修改多年的殖民地醫生註冊制度，容許非英聯邦醫生通過考試取得執照後，可在港行醫。潘順源經努力克服語言及執照考試等重重困難，最終於1983年3月考獲「香港醫務委員執照」取得執業資格，並於同年在北角新都城大廈開設私人診所。於1995年成立「香港醫務委員會執照醫生協會」並成為第一副會長，並連任達十五年，其後成為理事；該協會為所有在香港的非本地畢業執照醫生而設，主要加強本港與內地的醫學交流。潘順源亦開設「慈恩物理治療中心」，以紀念其母親（即潘冬平的祖母）。
潘冬平的四弟潘冬松亦為醫生，專攻腸癌及擅長微創結直腸手術。而潘冬松的妻子亦為皮膚科醫生。 潘冬松曾打算於澳洲修讀牙科，但後來經潘冬平遊說下攻讀醫科。潘冬松於1995年獲澳洲新南威爾斯大學內外全科醫學士；其後於2004年成為英國愛丁堡皇家外科醫學院院士、香港外科醫學院院士及香港醫學專科學院院士（外科），並於2010年取得香港大學外科碩士，並曾於澳洲及香港從事內科、深切治療及麻醉科工作。於1997年任職瑪麗醫院醫生，曾任香港大學李嘉誠醫學院結直腸外科副教授，現為港怡醫院外科名譽顧問醫生及香港大學外科學系名譽臨床副教授。2015年1月1日，兄弟二人一同離開港大醫學院，攜手創立「香港綜合腫瘤中心」。而他亦現為「香港肝癌及腸胃癌基金會」中顧問委員會會員。
潘冬平之妻彭詠枝(Roberta Pang)，亦為醫學研究員，早年於英國取得理學士學位，2006年6月提交博士論文，並於2007年10月獲香港大學李嘉誠醫學院外科學系哲學博士學位，其後直至2016年出任該院外科學系助理教授。雖然潘冬平並非其博士論文指導教授，但她仍於論文中特別致謝其支持與鼓勵。彭詠枝亦於潘冬平創辦的「香港肝癌及腸胃癌基金會」中擔任科學顧問。她亦於2024年至2025年度在其女兒潘浠淳就讀的聖保羅男女中學家長教師會擔任秘書。
潘冬平育有二子三女，其中潘冬平與前妻誕下的長女、次子及三子乃居住於薄扶林道寶翠園某座高層一單位，潘冬平與彭詠枝、及其誕下的四女潘浠淳及五女潘洢淳則居住於同座樓下另一單位。

## 爭議
2025年6月，潘冬平一家捲入藥倍安心爭議，潘氏伉儷涉嫌為其就讀聖保羅男女中學中四級的四女潘浠淳參賽請槍作弊，僱用美國專業科技公司代為開發人工智能醫療系統「藥倍安心」後，將成果供予女兒參加多個大型創科比賽。同年8月，涉事科技公司公開聲明「藥倍安心」項目由潘妻彭詠枝出資委託他們從零開發，公司事前亦完全不知道項目成果會被供予客戶親屬參加創科比賽，並有感若然屬實會對其他參賽者構成不公；同時揭露該客戶於事件被揭發後更付款要求公司配合其引導輿論。

## 外部連結
- 明德教授席 前任明德教授潘冬平 （页面存档备份，存于） 2011年
- 一念天堂 --- 潘冬平教授 （页面存档备份，存于） 2014年3月
- 皇仁155周年開放日 校友說往事 名醫潘冬平遇「Bio仔」啟蒙 （页面存档备份，存于） 明報，2017年3月4日